# Tolibut
Tolibut, còn được gọi là 3- (p -tolyl) -4-aminobutyric acid (hoặc-(4-methylphenyl) -GABA), là thuốc được phát triển ở Nga. Nó là một chất tương tự của axit-aminobutyric (GABA) (nghĩa là một chất tương tự GABA) và là chất tương tự 4-methyl của phenibut, và cũng là một chất tương tự của baclofen trong đó sự thay thế 4-chloro đã được thay thế bằng 4 trạm biến áp methyl. Tolibut đã được mô tả là sở hữu các đặc tính giảm đau, an thần và bảo vệ thần kinh. Nó không hoàn toàn rõ ràng về việc thuốc đã từng được phê duyệt hoặc sử dụng y tế ở Nga, mặc dù nó có thể đã được.